# Anacroneuria trimacula
Anacroneuria trimacula is een steenvlieg uit de familie borstelsteenvliegen (Perlidae). De wetenschappelijke naam van de soort is voor het eerst geldig gepubliceerd in 1959 door Jewett.